# 2556 Louise
2556 Louise eller 1981 CS är en asteroid i huvudbältet som upptäcktes den 8 februari 1981 av den amerikanske astronomen Norman G. Thomas vid Anderson Mesa Station. Den har fått sitt namn efter upptäckarens dotter Carol Louise Thomas-Baltutis.
Asteroiden har en diameter på ungefär 6 kilometer.